# Тример (авіація)

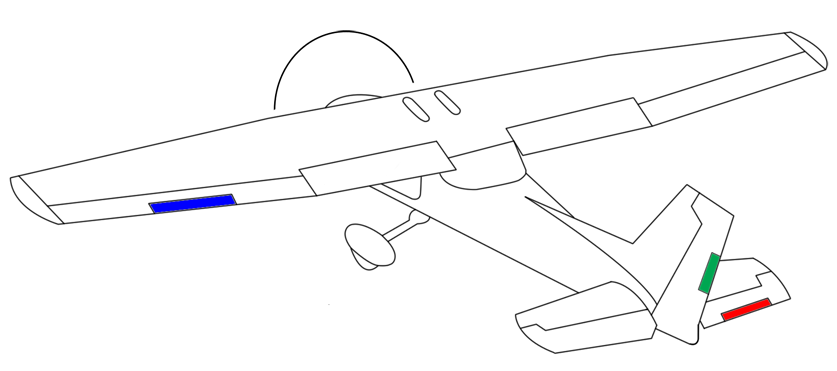
Типові тримери на елеронах, стерні і елеваторі. Тримери на елеронах і стерні не надто поширені на легких тренувальних літаках.

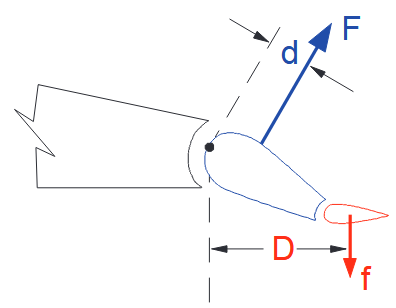
Схема сил при відхиленні тримера

Три́мер або компенсатор — невеликі поверхні, які приєднуються до задньої крайки більшої керувальної поверхні у човна або літака, що використовується для контролювання балансу керувальних поверхонь, тобто контрреагувати на гідро- або аеродинамічні сили і стабілізувати човен або літак в конкретному бажаному положенні без потреби постійно застосовувати силу керування. Це робиться за допомогою регулювання кута компенсатора відносно більшої поверхні.
Змінення позиції тримера корегує нейтральне положення або положення спокою керувальної поверхні (наприклад, керма висоти або стерна). Коли бажана позиція керувальної поверхні змінюється (зазвичай відповідно до різних швидкостей), регульований компенсатор дозволяє оператору зменшити силу керування, яка потрібна для утримання цієї позиції — в нуль, якщо буде правильно застосовано. Таким чином тример поводить себе як сервокомпенсатор. Оскільки центр тиску тримера знаходиться досить далі від осі обертання керувальної поверхні, ніж центр тиску керувальної поверхні, момент, який утворюється тримером може дорівнювати моменту, що створюється керувальною поверхнею.
Позиція керувальної поверхні відносно своєї осі, не буде змінюватись доки момент керувальної поверхні і поверхні тримера врівноважують одна одну.
Глісувальні човни або човни, які працюють на швидкостях, близьких до глисувальних, часто мають триммери на нижньому блоці двигуна або прикріплені до транця. Регулювання їх угору або вниз змінює кут нахилу човна під час руху, різним чином балансуючи швидкість, розподіл ваги та умови моря.